# Heidi Weng
Heidi Weng  (født 20. juli 1991 i Ytre-Enebakk, Enebakk, Viken) er en norsk skiløber, der er femdobbelt verdensmester, har vundet bronzemedalje ved de olympiske lege i 2014 i skiatlon, to gange Tour de Ski-vinder i den samlede stilling (2016/17 og 2017/18), vinder af Tour de Ski 2016/2017, Tour de Ski 2017/2018. Hun er en alsidig skiløber, der med succes konkurrerer i langdistance- og sprintløb.